# Ascent MKE

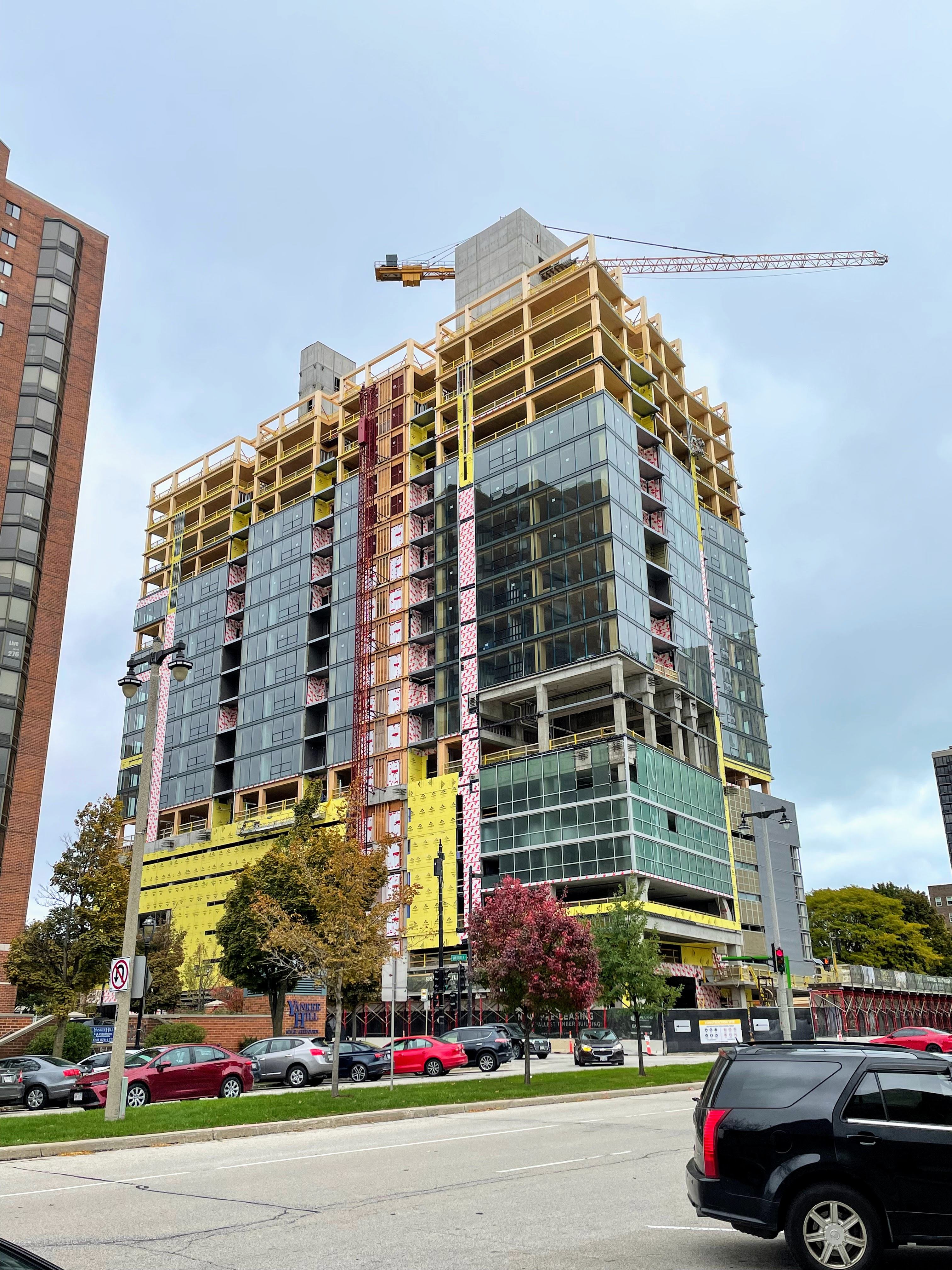
Ascent MKE im Bau, die Glashülle wird angebracht. Sie schützt das Holz vor Wind und Wetter.

Ascent MKE (freie deutsche Übersetzung: Aufwärts. Empor. und MKE als Abkürzung für Milwaukee) ist ein Wohnhochhaus mit 6 Geschossen in Stahlbetonbauweise und 19 darüber liegenden Geschossen in Holzbauweise in Milwaukee, Bundesstaat Wisconsin, Vereinigte Staaten. Das 87 Meter hohe, 25-stöckige Hochhaus ist das höchste Massivholzgebäude der Welt und übertrifft damit das norwegische Holzhochhaus Mjøstårnet. Es beherbergt 259 Luxusapartments, Einzelhandelsflächen, einen Pool und zwei Skydecks. Die 6 Geschosse in Stahlbauweise dienen den Bewohnern zur Unterbringung ihrer Autos in Parkdecks.
Im Mai 2019 erhielt Ascent einen Förderbescheid des US-Landwirtschaftsministeriums im Rahmen des Wood Innovations Grant-Programms des Forest Service. Mit dem Bundeszuschuss wurden auch die erforderlichen Tests gefördert, mit denen nachzuweisen war, dass Massivholz die gleiche Leistung wie herkömmliche Baumaterialien wie Beton und Stahl erbringt und den US-Bauvorschriften entspricht.
Sowohl die Technik als auch die Expertise für das Bauprojekt vor allem aus Fichtenholz stammen aus Österreich. Die besondere Tragfähigkeit ergibt sich aus der Verwendung von Brettschichtholz und Brettsperrholz. Die Träger und Stützen für den Ascent Tower wurden in einem Sägewerk in Altheim (Oberösterreich)  vorproduziert und in Einzelteilen verschifft. Durch die Vorfabrikation der Bauteile wurden 4 Monate Bauzeit und eine halbe Million Dollar an Baukosten eingespart.
Die Pläne für das Projekt wurden 2018 veröffentlicht. Während ursprünglich 21 Stockwerke vorgesehen waren, erhöhte sich die Anzahl aufgrund von Überarbeitungen und nachfolgenden Genehmigungen im März 2020 auf 25 Stockwerke. Die Pfahlgründung, bestehend aus mit Beton gefüllten Stahlrohren, reicht bis zu 50 Meter tief in den Boden.
Das Projekt wurde auf der internationalen CTBUH-Konferenz 2018 in Dubai, der internationalen CTBUH-Konferenz 2019 in Chicago und der International Mass Timber-Konferenz 2019 in Portland vorgestellt.
Die Bauarbeiten für Ascent begannen im August 2020 und das Gebäude wurde im August 2022 fertiggestellt. Der Standort befindet sich im Kunst- und Kulturviertel East Town, in der Nähe des Milwaukee Art Museums des Architekten Santiago Calatrava am Michigansee.